# Monastère de Roussanou
Le monastère de Roussanou (en grec moderne : Μονή Ρουσάνου Μετεώρων) est un monastère chrétien orthodoxe, ou catholicon, qui fait partie des monastères des Météores, situés en Grèce, dans la vallée du Pénée en Thessalie.

## Description
Le monastère est situé en moyenne altitude, une route fait le tour de sa base. Il est entouré de précipices. La structure comporte un balcon, un pont et un escalier. 

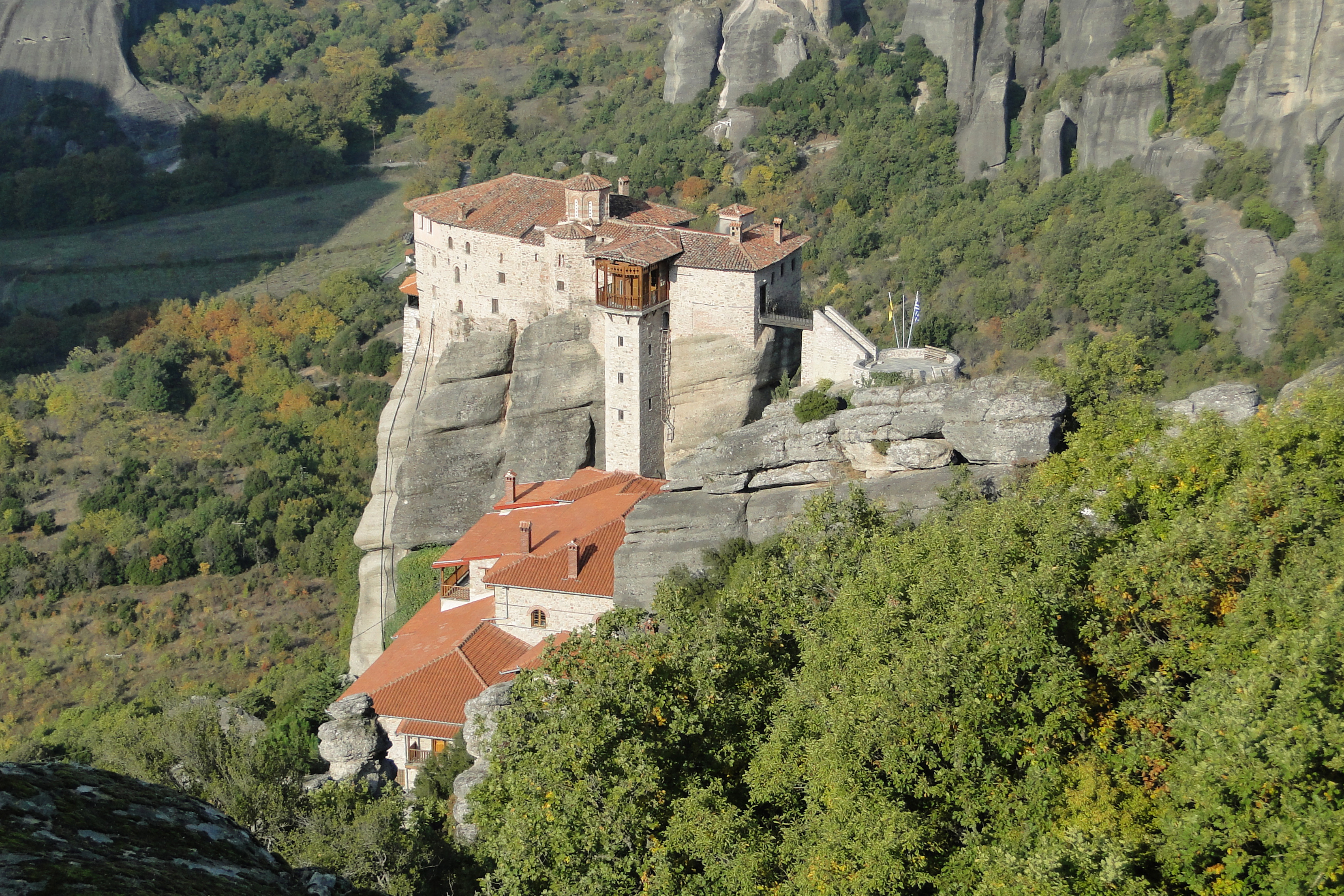
Monastère de Roussanou.
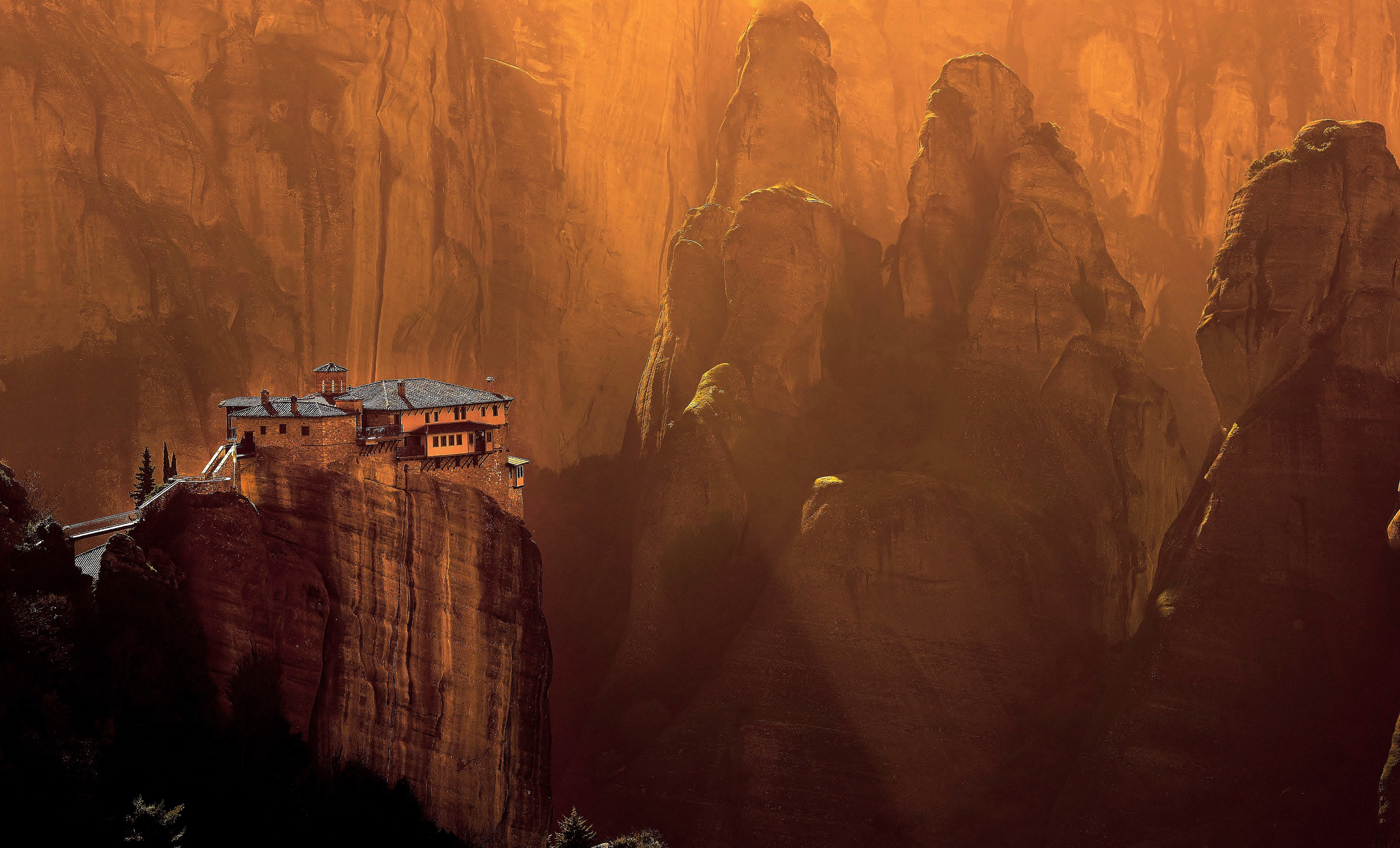
Le monastère de Roussanou. Février 2018.
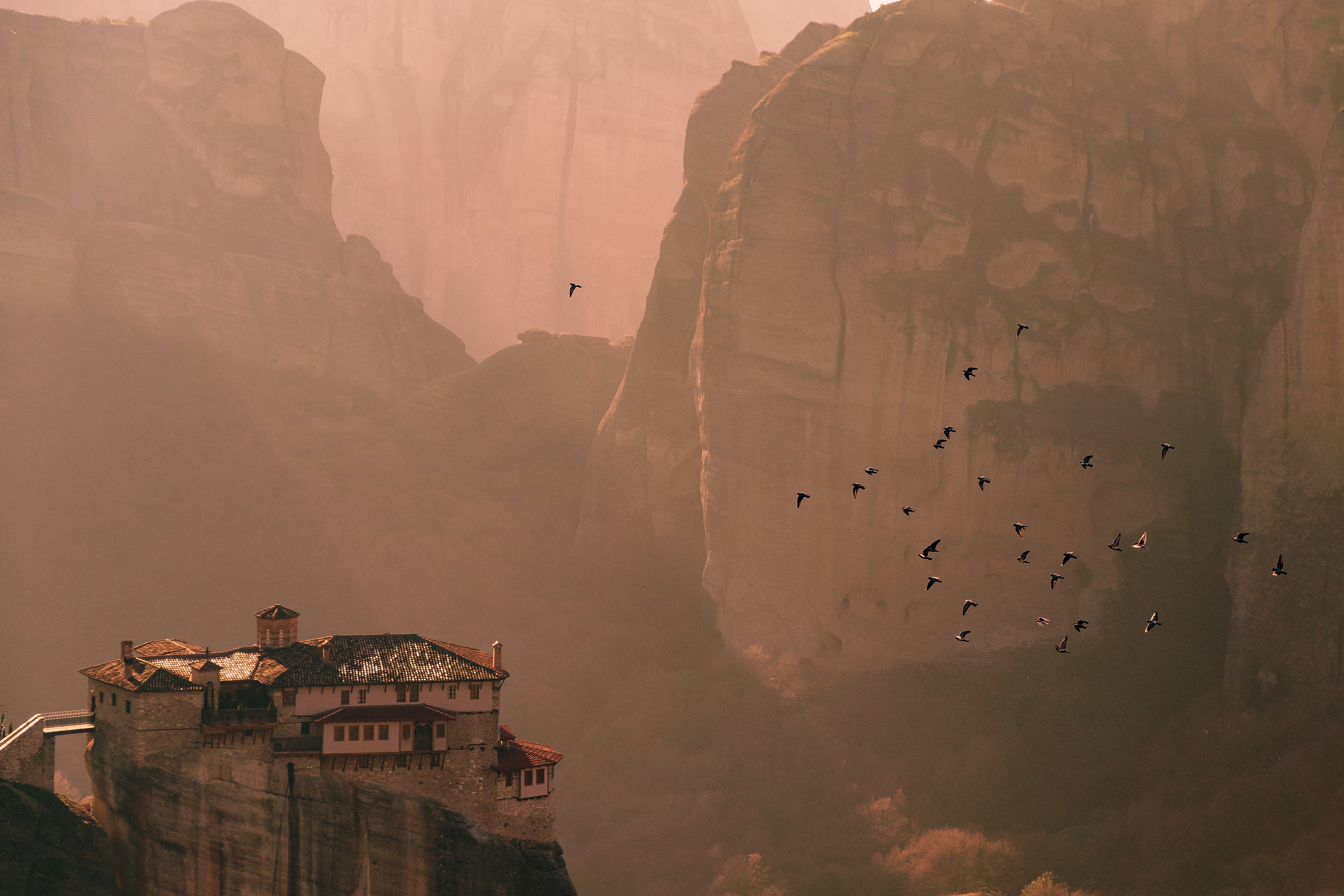
Oiseaux en vol au-dessus du monastère de Roussanou, janvier 2016.